# Grădinile suspendate ale Semiramidei

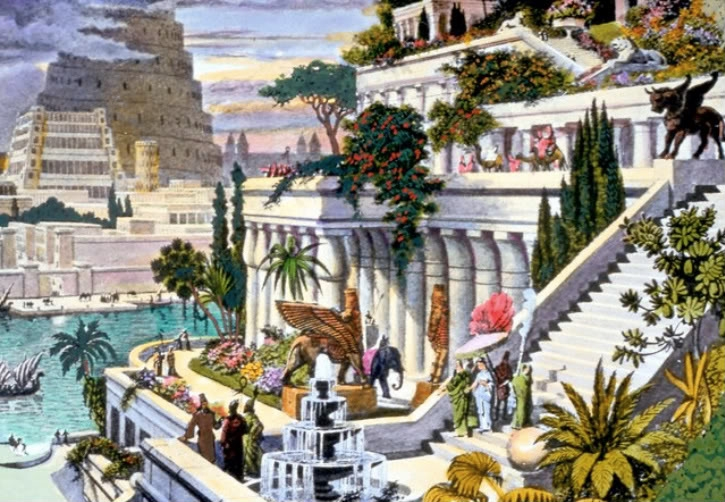
Gravură din secolul al XIX-lea de pictorul olandez Martin Heemskerck. Conform tradiției, grădinile nu erau "suspendate", ci creșteau pe terasele și acoperișurile palatului lui Nabucodonosor. În fundal se vede Turnul Babel.

Grădinile suspendate ale Semiramidei sau Grădinile suspendate din Babilon, au fost construite de regele Nabucodonosor al II-lea (605-562 î.Hr.) pentru una din soțiile sale, Amytis (Amuhea). Ele figurau în antichitate printre cele Șapte minuni ale lumii antice. După o veche legendă, răspândită în special de scriitorii greci, ar avea o origine mult anterioară: ele ar fi fost construite de regele Ninus întemeietorul orașelor Ninive și Babilon, pentru soția sa Semiramida (Semiramis). După informațiile istoricului Diodor din Sicilia, uriașele grădini ocupau o suprafață de 15000 m² și se ridicau în patru terase până la 77 metri înălțime. Pe terase erau plantați arbori din mai multe specii, unii dintre ei fiind înalți de 24 metri. Erau udați de pompe cilindrice, al căror secret nu se cunoaște încă. Sub terase, sprijinite pe mai multe coloane, se găseau camere răcoroase pentru familia regală.
După unele relatări, se pare că vestitele grădini au fost dărâmate de perși, în timpul ocupării Babilonului, tot atunci fiind dărâmat și Turnul Babel.

## Cadrul geografic și evoluția istorică
Construcția grădinilor suspendate din Babilon trebuie apreciată prin prisma încadrării lor în mediul înconjurător: clima caldă și uscată, peisajul arid și obiceiurile vechilor locuitori ai Mesopotamiei. La popoarele orientale din antichitate, noțiunea de grădină era legată de ideea supremei fericiri omenești. Această mentalitate a făcut pe vechii perși să numească grădinile lor "raiuri".
Așezat pe fluviul Eufrat, vechiul Babilon își pierde originea în negura vremurilor. După vechi legende, el ar fi fost întemeiat fie de către legendarul Nimrod, fie de către zeul Baal, fie de regele Ninus, soțul miticei regine Semiramida. După o perioadă zbuciumată, marcată de rivalitățile și războaiele cu asirienii, Babilonul reușește pe la sfârșitul secolului al VII-lea î.Hr. să-și consolideze hegemonia. Conducător al statului a fost ales Nabopalassar (626-605 î.Hr.), fondator al dinastiei caldeene. Fiul și urmașul acestuia, Nabucodonosor al II-lea (605-562 î.Hr.), reface orașul, întărind fortificațiile și construind palate, ele înseși fortificate. Ținând seama de structura religiei babiloniene, rolul predominant îl aveau preoții, conferind statului un regim teocratic.

## Grădinile suspendate în scrierile vechilor autori
Descrierea Babilonului de către Herodot corespunde, cu unele rectificări, cu rezultatul săpăturilor arheologice. Orașul avea mai multe ziduri de incintă, dispuse concentric. Orașul propriu-zis era cuprins în interiorul primei incinte, care avea latura de aprox. 1700 metri, și avea două cartiere, unul care cuprindea palatul regal, iar celălalt templul zeului Enlil (sau Bel, după denumirea semită), ambele pe malul stâng al Eufratului. 
În colțul de nord-est al palatului, lângă poarta zeiței Iștar, se aflau grădinile suspendate. După cum spune Diodor din Sicilia - repetând probabil cele spuse de Ctesias, a cărui operă s-a pierdut - grădinile au fost construite de Nabucodonosor pentru una din soțiile sale, Amytis, fiica regelui Cyaxares al Mezilor, care regreta peisajul muntos, cu vegetație bogată al ținutului natal. Atribuirea grădinilor reginei Semiramida este cu mare probabilitate de domeniul legendei. Calificativul "suspendat", care însoțește numele acestor grădini, se datoreaza relatărilor în limbile greacă sau latină. În limba greacă cuvântul "kremastos" (κρεμαστος) și în latină cuvântul "pensilis" are o dublă semnificație: un obiect sau o construcție care atârnă ("suspendat"), sau o construcție susținută de coloane și arcade, o terasă, în general un obiect susținut la o anumită înălțime.
Cea mai completă descriere a grădinilor se datorează lui Diodor din Sicilia, care arată că ele se compuneau din terase etajate în amfiteatru, cu o latură de aprox. 123 m. Terasele erau susținute de ziduri de piatră, construite la o distanță de trei metri unele de altele. Spațiile dintre ziduri erau acoperite cu bolți realizate din blocuri de piatră. Pe aceste blocuri era așezat un strat de trestie îmbibat în asfalt, deasupra trestiei urma un dublu rând de cărămizi arse, legate între ele cu mortar de ipsos, acoperite cu foi de plumb, pentru a desăvârși izolarea hidrofugă. Peste foile de plumb era un strat de pământ, de grosime suficientă pentru ca să poată prinde rădăcinile celor mai mari arbori. Diodor spune: "...Terasele erau pline de plante de toate felurile, în stare să încânte vederea prin mărimea și frumusețea lor". 
În grosimea teraselor erau amenajate galerii și camere, care primeau lumina lateral, pe o singură latură, în așa fel încât galeriile și camerele de la un anumit nivel aveau în față priveliștea unei grădini, care se rezema pe terasele nivelului inferior.
Pentru stropitul grădinilor se foloseau mașini hidraulice, care urcau apa din Eufrat la diferitele niveluri. Pe sub rădăcinile plantelor erau o serie de canale, care umezeau neîncetat pământul. Datorită posibilităților întreținerii unei continue umidități, pe terase au putut să crească nu numai bogate partere de flori, dar și pomi fructiferi, anumite specii de tamarix, palmieri etc.

## Cercetări arheologice
Primele cercetări arheologice moderne au fost întreprinse de o misiune franceză condusă de Fulgence Fresnel în anii 1852 - 1855, explorarea completă a fost făcută de o misiune germană condusă de Robert Koldewey în anii 1899 - 1914. Săpăturile efectuate în colina El Kasr (în arabă: "castelul" sau "citadela") au descoperit ruinele marelui palat al lui Nabucodonosor, poarta principală a orașului și templul zeiței Nin-Mach. În partea de nord-est a palatului s-au pus în evidență fundațiile construcției care susținea probabil Grădinile suspendate. S-a descoperit și un coridor central, care are pe ambele laturi câte șapte camere, corespunzând în general cu descrierile lui Diodor. În afară de poziția ruinelor, de modul de construcție și de dimensiunile lor, care corespund cu ceea ce se cunoaște din descrierile autorilor antici, mai există o probă foarte convingătoare că într-adevăr acestea sunt ruinele fostelor Grădini suspendate: Robert Koldewey a găsit trei puțuri situate alăturat, în serie, unul central cu secțiune pătrată, între celelalte două cu secțiune ovală, care sugerează existența unei mașini hidraulice, care funcționa probabil pe același principiu ca un aparat cu găleți cu lanțuri. Acest dispozitiv putea da un flux continuu de apă.
Pe terenul vechiului Babilon este astăzi un deșert, aproape total lipsit de vegetație. Terasele grădinilor au dispărut de multă vreme, în locul splendorii de altădată, deșertul dă o impresie de tristețe. În vârful unei coline mai există un arbore secular, un atleth, considerat de unii nostalgici ca fiind o ultimă rămășiță a faimoaselor grădini.

## O nouă ipoteză
Dr Stephanie Dalley, de la Universitatea Oxford, a emis o nouă ipoteză cu privire la locul unde s-ar fi aflat grădinile suspendate. Pe baza reinterpretării vechilor inscripții asiriene, ea presupune că grădinile suspendate ar fi fost ridicate de regele Senaherib în localitatea Ninive din Asiria, în apropiere de actuala localitate Mosul din Irak.